# Шельс, Иоганн Баптист
Иоганн Баптист Шельс (нем. Johann Baptist Schels; 9 ноября 1780 — 8 октября 1847) — австрийский лейтенант-полковник и писатель.

## Биография
Родился в семье государственного служащего. В 1801 году поступил прапорщиком в пехотный полк Фрелиха. В 1804 году составил математическое руководство для военных, чем обратил на себя внимание эрцгерцога Карла. В 1805 году участвовал в походе на Германию и Богемию, затем производил различные межевые работы, продолжая заниматься военными науками, которым он себя посвятил. В 1809 году был тяжело ранен у моста Гуры на Висле. Затем участвовал в сражении при Сандомире, управлял работами при сооружении укрепленного лагеря на возвышенностях Чени.
По окончании войны причислен к литературному отделению генерал-квартирмейстерского штаба, где нашёл многочисленный материал для своих любимых занятий. С 1811 года активно сотрудничал с военным журналом, преимущественно в разделах, посвященных военной истории и военным наукам. Издал руководство для офицеров и легких видов войск. Поход 1813 года начал в пехотном полку, а потом в генерал-квартирмейстерском штабе. Во время Венского конгресса состоял адъютантом князя Шварценберга, ездил с ним в Париж и посетил большую часть Франции и Швейцарии. После возвращения к месту службы занялся главным образом составлением походных планов. С 1818 года редактор военного журнала, оказал большую услугу распространением полезных научных знаний, обработкой истории многих австрийских походов, оставил военным историкам и писателям богатое научное наследие. В 1831 году назначен смотрителем Имперской военной библиотеки. Скончался 8 октября 1847 года.

## Труды
- Beiträge zur kriegsgeschichte und kriegswissenschaft
- Leichte Truppen: kleiner Krieg,
- Die Operazionen der verbündeten Heere gegen Paris im März 1814
- Biographie des k.k. östreichischen Feldzeugmeisters und Oberdirektors der k
- Kriegsgeschichte der Oestreicher, Том 1
- Kriegszenen, als Beispiele des Felddienstes, Том 4
- Biographie des Herzogs Ferdinand von Würtemberg, Kaiserlich-Österreichischen
- Militärisch-politische Geschichte der Länder des östreichischen
- Geschichte der Länder des östreichischen Kaiserstaates: Bd....1619 bis...1790
- Kaiser Leopold II.: Geschichte Oestreichs unter seiner Regierung, 1790-1792
- Leichte Truppen, kleiner Krieg: Ein praktisches Handbuch für
- Geschichte der Länder des östreichischen Kaiserstaates: Mit einer
- Biographie des Herzogs-Ferdinand von Würtemberg Kaiserlich Oesterreichischen
- Die belagerung und der fall von Konstantinopel unter Konstantin dem Neunten
- Geschichte des süd-östlichen Europa unter der Herrschaft der Römer